# Francisco Sendra
Francisco Sendra Corbera (Sueca, Valencia, España, 5 de febrero de 1931 - 12 de noviembre de 2016) fue un futbolista español que se desempeñaba como centrocampista.

## Clubes
| Club                    | País   | Año       |
| ----------------------- | ------ | --------- |
| Valencia C. F.          | España | 1952-1962 |
| Valencia C. F. Mestalla | España | 1963-1965 |